# Scopula ignobilis
Scopula ignobilis là một loài bướm đêm trong họ Geometridae.